# Zoltán Pál Dienes
Zoltán Pál Dienes (anglicizzato come Zoltan Paul Dienes; 21 giugno 1916 – 11 gennaio 2014) è stato un matematico ungherese le cui idee sull'istruzione (soprattutto dei bambini) sono divenute popolari in alcuni paesi.
Teorico di fama mondiale e instancabile praticante della "nuova matematica": un approccio all'apprendimento della matematica che utilizza giochi, canzoni e danza per renderla più attraente per i bambini. Gli viene attribuita la creazione di blocchi in base 10, popolarmente indicati come blocchi Dienes.
La vita e le idee di Dienes sono descritte nella sua autobiografia, Memoirs of a Maverick Mathematician (Memorie di un matematico anticonformista) (ISBN 1844261921), e il suo libro di giochi matematici, I Will Tell You Algebra Stories You've Never Heard Before (Ti racconterò storie di algebra che non hai mai sentito prima) (ISBN 1844261913). Ha anche pubblicato un libro di poesie, Calls from the Past (ISBN 1844261905).
I suoi contributi sono stati raccontati da Bharath Sriraman nella seconda monografia di The Montana Mathematics Enthusiast.